# Pratápolis
Pratápolis là một đô thị thuộc bang Minas Gerais, Brasil. Đô thị này có diện tích 214,345 km², dân số năm 2007 là 8653 người, mật độ 42,4 người/km².